# 2017 ワールド・ベースボール・クラシック カナダ代表
2017 ワールド・ベースボール・クラシック カナダ代表（2017 - カナダだいひょう）は、2017年に開催された第4回ワールド・ベースボール・クラシックに出場した、野球のカナダ代表チームである。

## 経緯
2016年
- 4月18日 - 両親がカナダ人のフレディ・フリーマンが代表参加の意思を表明した[1]。
- 8月26日 - 組み分けが発表され[2]、カナダはC組で開幕を迎えることとなった[要出典]。
- 12月1日 - 代表選手予備登録提出期限を迎えた[3]。
- 12月5日 - MLBがラッセル・マーティンの代表選出を発表した[4]。
- 12月13日 - マイケル・ソーンダースが代表参加の意思を表明した[5]。
- 12月23日 - 代表コーチが発表された[6]。
- 12月28日 - ジョーイ・ボットが代表辞退の意思を表明した[7]。

2017年
- 1月16日 - 読売ジャイアンツのゼネラルマネージャーである堤辰佳がスタッフ会議にてスコット・マシソンが代表に参加するため2月下旬にチームを離れることを明言した[8]。
- 1月25日 - この日までに、前横浜DeNAベイスターズのジェイミー・ロマックの代表選出が明らかとなった[9]。
- 2月8日 - 代表選手28名が発表された[10]。既に発表されていたマーティン、代表参加の意思を表明したソーンダースが代表に選出されなかった[11]。
- 2月16日 - カナダではスポーツネット（英語版）で全試合放送されることが発表された[12]。
- 3月1日 - 代表に選出されていたアダム・ローウェンが辞退し、代替選手としてライアン・ケロッグが選出された[13]。
- 3月2日 - 代表に選出されていたケリン・デグランが怪我で辞退し、代替選手としてマイク・リーブスが選出された[14]。
- 3月3日 - 代表に選出されていたジョン・アックスフォードが「個人的かつプロフェッショナルな理由」のため代表辞退した[15]。
- 3月5日 - 辞退したアックスフォードの代替選手としてジェセン・テリエンが代表に選出された[16]。
- 3月12日 - アメリカ合衆国戦で敗戦し、3連敗となり、次大会は予選からの参加となる[17]。

## 試合結果

### 公式練習試合

#### 3月7日
13:07試合開始、試合時間時間分、観衆人
| カナダ | - | トロント・ブルージェイズ |

|                | 1        | 2        | 3        | 4        | 5        | 6        | 7        | 8        | 9        | R        | H        | E        |
| -------------- | -------- | -------- | -------- | -------- | -------- | -------- | -------- | -------- | -------- | -------- | -------- | -------- |
| ブルージェイズ | 不明の旗 | 不明の旗 | 不明の旗 | 不明の旗 | 不明の旗 | 不明の旗 | 不明の旗 | 不明の旗 | 不明の旗 | 不明の旗 | 不明の旗 | 不明の旗 |
| カナダ         | 不明の旗 | 不明の旗 | 不明の旗 | 不明の旗 | 不明の旗 | 不明の旗 | 不明の旗 | 不明の旗 | 不明の旗 | 不明の旗 | 不明の旗 | 不明の旗 |

#### 3月8日
13:05試合開始、試合時間時間分、観衆人
| ニューヨーク・ヤンキース | - | カナダ |

|            | 1        | 2        | 3        | 4        | 5        | 6        | 7        | 8        | 9        | R        | H        | E        |
| ---------- | -------- | -------- | -------- | -------- | -------- | -------- | -------- | -------- | -------- | -------- | -------- | -------- |
| カナダ     | 不明の旗 | 不明の旗 | 不明の旗 | 不明の旗 | 不明の旗 | 不明の旗 | 不明の旗 | 不明の旗 | 不明の旗 | 不明の旗 | 不明の旗 | 不明の旗 |
| ヤンキース | 不明の旗 | 不明の旗 | 不明の旗 | 不明の旗 | 不明の旗 | 不明の旗 | 不明の旗 | 不明の旗 | 不明の旗 | 不明の旗 | 不明の旗 | 不明の旗 |

### 第1ラウンドC組

#### 3月9日
18:10試合開始、試合時間3時間14分、観衆27,388人
| ドミニカ共和国 | 9 - 2 | カナダ |

|                | 1 | 2 | 3 | 4 | 5 | 6 | 7 | 8 | 9 | R | H  | E |
| -------------- | - | - | - | - | - | - | - | - | - | - | -- | - |
| カナダ         | 0 | 0 | 1 | 0 | 1 | 0 | 0 | 0 | 0 | 2 | 6  | 1 |
| ドミニカ共和国 | 0 | 4 | 0 | 0 | 1 | 3 | 1 | 0 | x | 9 | 15 | 1 |

1. カ：ライアン・デンプスター、アンドリュー・アルバース、ジム・ヘンダーソン、ケビン・チャップマン、ダスティン・モルケン、スコット・マシソン、ウィック
2. ド：カルロス・マルティネス、ハンセル・ロブレス、フェルナンド・エイバッド、アレックス・コロメ、デリン・ベタンセス、フェルナンド・ロドニー、ジェウリス・ファミリア
3. 勝利：カルロス・マルティネス(1勝)
4. 敗戦：ライアン・デンプスター(1敗)
5. 本塁打
ド：ウェリントン・カスティーヨ(1号)、ホセ・バティスタ(1号)

#### 3月11日
12:09試合開始、試合時間2時間54分、観衆17,209人
| カナダ | 1 - 4 | コロンビア |

|            | 1 | 2 | 3 | 4 | 5 | 6 | 7 | 8 | 9 | R | H  | E |
| ---------- | - | - | - | - | - | - | - | - | - | - | -- | - |
| コロンビア | 0 | 0 | 1 | 0 | 1 | 1 | 0 | 0 | 1 | 4 | 11 | 0 |
| カナダ     | 1 | 0 | 0 | 0 | 0 | 0 | 0 | 0 | 0 | 1 | 5  | 1 |

1. コ：フリオ・テヘラン、ヨハン・ピノ、ダヤン・ディアス
2. カ：ピベッタ、ケロッグ、ウィック、エリック・ガニエ、スコット・マシソン
3. 勝利：フリオ・テヘラン(1勝)
4. セーブ：ダヤン・ディアス(1S)
5. 敗戦：ケロッグ(1敗)

#### 3月12日
19:08試合開始、試合時間3時間1分、観衆22,303人
| アメリカ合衆国 | 8 - 0 | カナダ |

|                | 1 | 2 | 3 | 4 | 5 | 6 | 7 | 8 | 9 | R | H  | E |
| -------------- | - | - | - | - | - | - | - | - | - | - | -- | - |
| カナダ         | 0 | 0 | 0 | 0 | 0 | 0 | 0 | 0 | 0 | 0 | 4  | 2 |
| アメリカ合衆国 | 3 | 4 | 0 | 0 | 0 | 0 | 1 | 0 | x | 8 | 11 | 0 |

1. カ：ライアン・デンプスター、アンドリュー・アルバース、スコット・リッチモンド、ケビン・チャップマン、クリス・ラルー、ヘンダーソン、ダスティン・モルケン
2. ア：ダニー・ダフィー、マイケル・ギブンズ、タイラー・クリッパード、ジェイク・マギー、ネイト・ジョーンズ
3. 勝利：ダニー・ダフィー(1勝)
4. 敗戦：ライアン・デンプスター(2敗)
5. 本塁打
ア：ノーラン・アレナド(1号)、バスター・ポージー(1号)

## テレビ放映
| 試合                                      | 放送局   | 放送局         |
| ----------------------------------------- | -------- | -------------- |
| 3月7日 カナダ 対 トロント・ブルージェイズ |          | スポーツネット |
| 3月9日 カナダ 対 ドミニカ共和国           | J SPORTS | スポーツネット |
| 3月11日 コロンビア 対 カナダ              | J SPORTS | スポーツネット |
| 3月12日 カナダ 対 アメリカ合衆国          | J SPORTS | スポーツネット |

## 代表選手
以下が代表選手であり、所属は同大会期間中のものとする。
| ポジション | 背番号 | 氏名                     | 英語表記        | 所属球団                         | 投 | 打 | 備考                         |
| ---------- | ------ | ------------------------ | --------------- | -------------------------------- | -- | -- | ---------------------------- |
| 監督       |        | アーニー・ウィット       | Ernie Whitt     |                                  |    |    |                              |
| コーチ     |        | ラリー・ウォーカー       | Larry Walker    |                                  |    |    |                              |
| コーチ     |        | デニス・ブーシェ         | Denis Boucher   |                                  |    |    |                              |
| コーチ     |        | ポール・クアントリル     | Paul Quantrill  |                                  |    |    |                              |
| コーチ     |        | ティム・リーパー         | Tim Leiper      | トロント・ブルージェイズ コーチ  |    |    |                              |
| コーチ     |        | グレッグ・ハミルトン     | Greg Hamilton   |                                  |    |    |                              |
| 投手       | 27     | アンドリュー・アルバース | Andrew Albers   | アトランタ・ブレーブス傘下       | 左 | 右 | のちオリックス・バファローズ |
| 投手       | 50     | ケビン・チャップマン     | Kevin Chapman   | ヒューストン・アストロズ         | 左 | 左 |                              |
| 投手       | 25     | シェーン・ドーソン       | Shane Dawson    | トロント・ブルージェイズ傘下     | 左 | 右 |                              |
| 投手       | 46     | ライアン・デンプスター   | Ryan Dempster   |                                  | 右 | 右 |                              |
| 投手       | 38     | エリック・ガニエ         | Eric Gagne      |                                  | 右 | 右 |                              |
| 投手       | 51     | ジム・ヘンダーソン       | Jim Henderson   | シカゴ・カブス傘下               | 右 | 左 |                              |
| 投手       | 21     | ライアン・ケロッグ       | Ryan Kellogg    | シカゴ・カブス傘下               | 左 | 右 | ローウェンの代替             |
| 投手       | 63     | クリス・ラルー           | Chris Leroux    | フリーエージェント               | 右 | 左 |                              |
| 投手       | 47     | スコット・マシソン       | Scott Mathieson | 読売ジャイアンツ                 | 右 | 右 |                              |
| 投手       | 35     | ダスティン・モルケン     | Dustin Molleken | デトロイト・タイガース傘下       | 右 | 左 |                              |
| 投手       | 16     | ニック・ピベッタ         | Nick Pivetta    | フィラデルフィア・フィリーズ     | 右 | 右 |                              |
| 投手       | 48     | スコット・リッチモンド   | Scott Richmond  | 富邦ガーディアンズ               | 右 | 右 |                              |
| 投手       | 59     | ジェセン・テリエン       | Jesen Therrien  | フィラデルフィア・フィリーズ傘下 | 右 | 右 | アックスフォードの代替       |
| 投手       | 44     | ローワン・ウィック       | Rowan Wick      | セントルイス・カージナルス       | 右 | 左 | のち横浜DeNAベイスターズ     |
| 捕手       | 22     | ジョージ・コッタラス     | George Kottaras | フリーエージェント               | 右 | 左 |                              |
| 捕手       | 24     | マイク・リーブス         | Mike Reeves     | トロント・ブルージェイズ傘下     | 右 | 左 | デグラン代替                 |
| 内野手     | 5      | フレディ・フリーマン     | Freddie Freeman | アトランタ・ブレーブス           | 右 | 左 |                              |
| 内野手     | 11     | ジョナサン・マロ         | Jonathan Malo   | ケベック・キャピタルズ           | 右 | 右 |                              |
| 内野手     | 33     | ジャスティン・モルノー   | Justin Morneau  | フリーエージェント               | 右 | 左 |                              |
| 内野手     | 32     | ジョシュ・ネイラー       | Josh Naylor     | サンディエゴ・パドレス傘下       | 左 | 左 |                              |
| 内野手     | 4      | ピート・オーア           | Pete Orr        | フリーエージェント               | 右 | 左 |                              |
| 内野手     | 56     | ダニエル・ピネロ         | Daniel Pinero   | デトロイト・タイガース傘下       | 右 | 右 |                              |
| 内野手     | 26     | ジェイミー・ロマック     | Jamie Romak     | サンディエゴ・パドレス傘下       | 右 | 右 | 元横浜DeNAベイスターズ       |
| 内野手     | 17     | エリック・ウッド         | Eric Wood       | ピッツバーグ・パイレーツ         | 右 | 右 |                              |
| 外野手     | 30     | マイケル・クルース       | Michael Crouse  | ランカスター・バーンストーマーズ | 右 | 右 |                              |
| 外野手     | 13     | タイラー・オニール       | Tyler O'Neill   | シアトル・マリナーズ傘下         | 右 | 右 |                              |
| 外野手     | 23     | ドルトン・ポンペイ       | Dalton Pompey   | トロント・ブルージェイズ         | 右 | 両 |                              |
| 外野手     | 9      | レーン・トソニ           | Rene Tosoni     | シュガーランド・スキーターズ     | 右 | 左 |                              |

### 不参加選手

#### 選出される以前に辞退した選手
| ポジション | 氏名                     | 英語表記      | 所属球団                     | 投 | 打 | 備考                               |
| ---------- | ------------------------ | ------------- | ---------------------------- | -- | -- | ---------------------------------- |
| 投手       | ジョン・アックスフォード | John Axford   | オークランド・アスレチックス | 右 | 右 | 個人的かつプロフェッショナルな理由 |
| 投手       | アダム・ローウェン       | Adam Loewen   | テキサス・レンジャーズ傘下   | 左 | 左 | シーズンを優先                     |
| 捕手       | ケリン・デグラン         | Kellin Deglan | ニューヨーク・ヤンキース傘下 | 右 | 左 | 怪我で辞退                         |

| ポジション | 氏名             | 英語表記   | 所属球団             | 投 | 打 | 備考         |
| ---------- | ---------------- | ---------- | -------------------- | -- | -- | ------------ |
| 内野手     | ジョーイ・ボット | Joey Votto | シンシナティ・レッズ | 右 | 左 | チームを優先 |